# Olimpie
Olimpie (auch: Olympie, deutsche Fassung: Olimpia) ist eine Oper (Originalbezeichnung: „tragédie-lyrique“) in drei Akten von Gaspare Spontini. Das französische Libretto von Armand-Michel Dieulafoy und Charles Brifaut basiert auf Voltaires Schauspiel Olympie von 1761. Das Werk wurde am 22. Dezember 1819 an der Pariser Oper in der Salle Montansier uraufgeführt, die deutschsprachige Zweitfassung Olympia in Berlin am 14. Mai 1821 im Königlichen Opernhaus Berlin.

## Handlung
Ort der Handlung ist Ephesus in Ionien.

### Erster Akt
Antigone (Antigonus), König von Griechenland, und Cassandre, König von Makedonien, sind in den Mord an Alexander dem Großen verwickelt. Sie waren Gegner im Krieg, sind jedoch inzwischen bereit, Frieden untereinander zu schließen. Allerdings stellt die Sklavin Aménais ein neues Hindernis für den Frieden dar, denn beide Könige begehren sie zur Frau. Aménais ist aber die unerkannte Tochter Alexanders des Großen, Olimpie. Statira, Alexanders Witwe und Olimpies Mutter, lebt gleichfalls unter einem anderen Namen als Priesterin Arzane. Statira will die geplante Ehe zwischen „Aménais“ und Cassandre verhindern und beschuldigt letzteren des Mordes an Alexander.

### Zweiter Akt
Statira und Olimpie geben einander und gegenüber Cassandre ihre wahre Identität preis. Olimpie verteidigt Cassandre gegen die Vorwürfe Statiras und behauptet, dass er ihr Leben gerettet habe. Statira ist davon nicht zu überzeugen und sinnt auf Rache mit Hilfe von Antigone und seinen Kampfgenossen.

### Dritter Akt
Olimpie wird zerrissen zwischen den Tochterpflichten und ihrer Liebe zu Cassandre. Die Truppen von Cassandre und Antigone greifen einander an und Antigone wird niedergestreckt. Kurz vor seinem Tod gesteht er aber, dass er selbst am Tod Alexanders verantwortlich war und Cassandre unschuldig sei. Nun ist für Cassandre und Olimpie der Weg zur Ehe geebnet.

## Werkgeschichte
Das Bühnenbild der Pariser Premiere am 22. Dezember 1819 stammte von Ignace Eugène Marie Degotti und Pierre-Luc-Charles Cicéri, die Kostüme von Auguste Garneray und die Choreographie von Pierre Gardel. Dirigent war Rodolphe Kreutzer. Es sangen Louis Nourrit (Cassandre), Henri-Étienne Dérivis (Antigone), Caroline Branchu (Statira), Louise-Marie-Augustine Albert (Olimpie) und M. Bonet (Hierophant). Insgesamt nahmen 61 Sänger und im ersten Akt 76 Tänzer an der Aufführung teil. Trotz des gewaltigen Aufwands war die Produktion ein Fehlschlag. Während die Premiere noch 7.836 Francs in die Kassen spülte, ließ der Publikumsandrang mit jeder Aufführung nach. Die siebte Aufführung am 12. Januar 1820 erzielte nur noch 2.135 Francs. Anschließend wurde die Oper abgesetzt.
Spontini überarbeitete seine Oper dann für die Aufführungen in Berlin gemeinsam mit E. T. A. Hoffmann, der für diesen Anlass eine deutsche Übersetzung des Librettos schuf. Diese Fassung wurde am Königlichen Opernhaus unter den Linden am 14. Mai 1821 erfolgreich uraufgeführt. Hier sangen in den Hauptrollen Carl Adam Bader (Kassander), Heinrich Blume (Antigonos), Anna Milder-Hauptmann (Stateira) und Josephine Schulze (Olimpie). Das deutsche Bühnenbild stammte von Karl Friedrich Schinkel.
Eine dritte Fassung wurde am 27. oder 28. Februar 1826 wieder in Paris gespielt, diesmal in der Salle de la rue Le Peletier der Pariser Oper. Es sangen Laure Cinti-Damoreau (Olimpie), Branchu (Statira), Adolphe Nourrit (Cassandre) und Dérivis (Antigone).

## Gestaltung

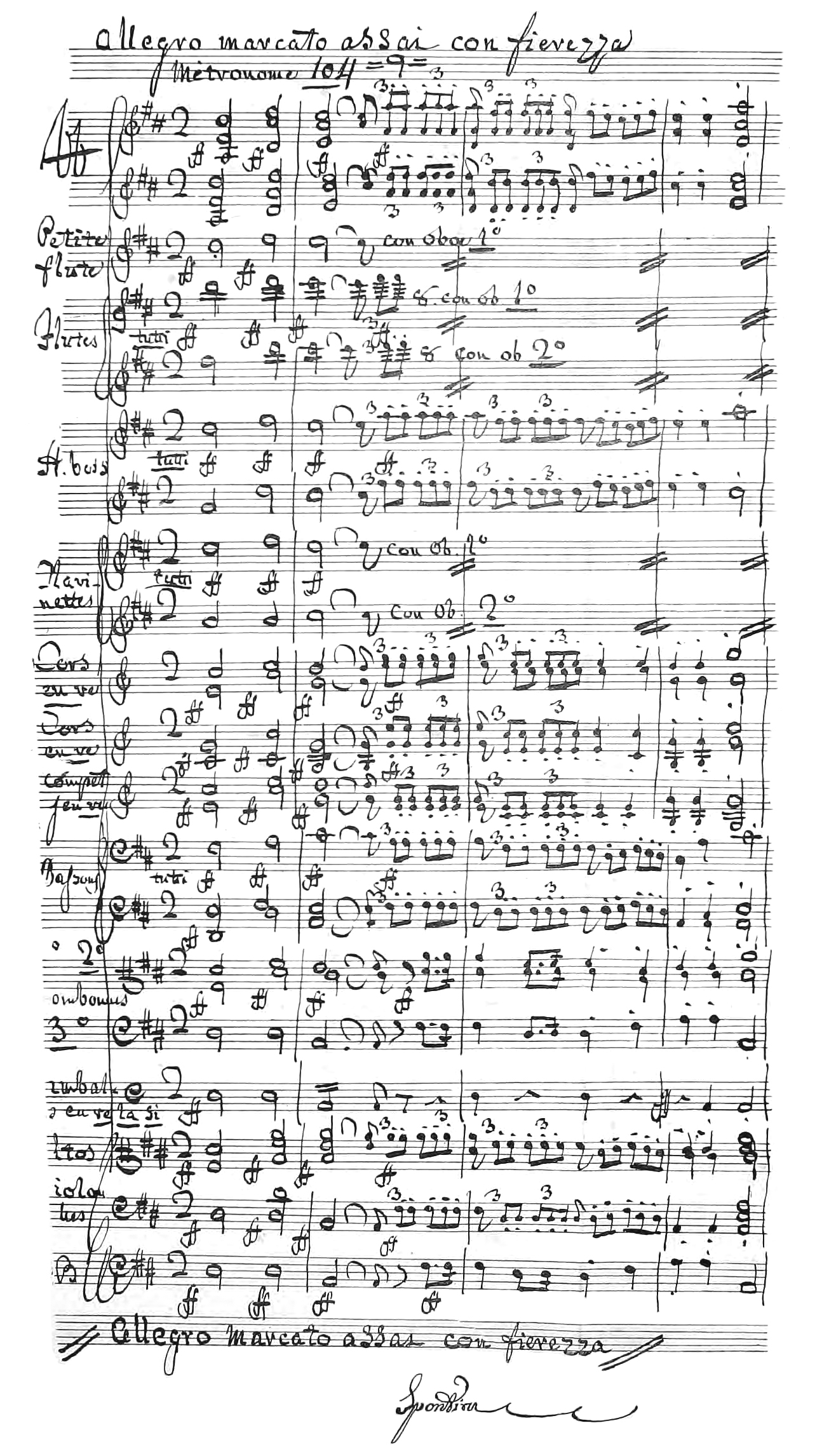
Signiertes Autograph der Ouvertüre

Spontini fordert für die Olimpie ein sehr großes Orchester (erstmals wurde hier die Ophikleide eingesetzt) und auch sonstige spektakuläre Effekte. Im Finale der Berliner Version erschien Cassandre reitend auf einem echten Elefanten, für die Pariser Aufführung zog man angeblich sogar zwei Elefanten herbei. Wie schon Fernand Cortez nimmt das Werk in mancher Beziehung die spätere französische Grand opéra vorweg.

### Instrumentation
Die Orchesterbesetzung der dritten Fassung der Oper von 1826 enthält die folgenden Instrumente:
- Holzbläser: Piccoloflöte, zwei Flöten, zwei Oboen, Englischhorn, zwei Klarinetten, drei Fagotte
- Blechbläser: vier Hörner, zwei Trompeten, drei Posaunen
- Pauken, Schlagzeug: große Trommel, Becken, Triangel, Tamtam
- Harfe
- Streicher
- Bühnenmusik hinter der Szene: vier Hörner, zwei Trompete, Posaunen, Glocke
- Bühnenmusik auf der Szene: vier Trompeten, zwei Hörner, Bassposaune, Ophikleide, Schlagzeug (große Trommel, Becken, Triangel)

Der Triumphmarsch des dritten Akts benötigt außer dem bereits erwähnten Elefanten 24 Trompeten und 14 weitere Instrumente.

## Gesamtaufnahme
- Olympie. Lyrische Tragödie in drei Akten. Olimpie: Júlia Várady; Statira: Stefania Toczyska; Cassandre: Franco Tagliavini; Antigone: Dietrich Fischer-Dieskau; Hierophant: George Fortune; Hermas: Josef Becker; RIAS Kammerchor, Chor der Deutschen Oper Berlin, Radio-Symphonie-Orchester Berlin, 1987. München: ORFEO Internat. Dirigent: Gerd Albrecht.